# Standbeeld van Mahatma Gandhi (Knuffelsgracht)

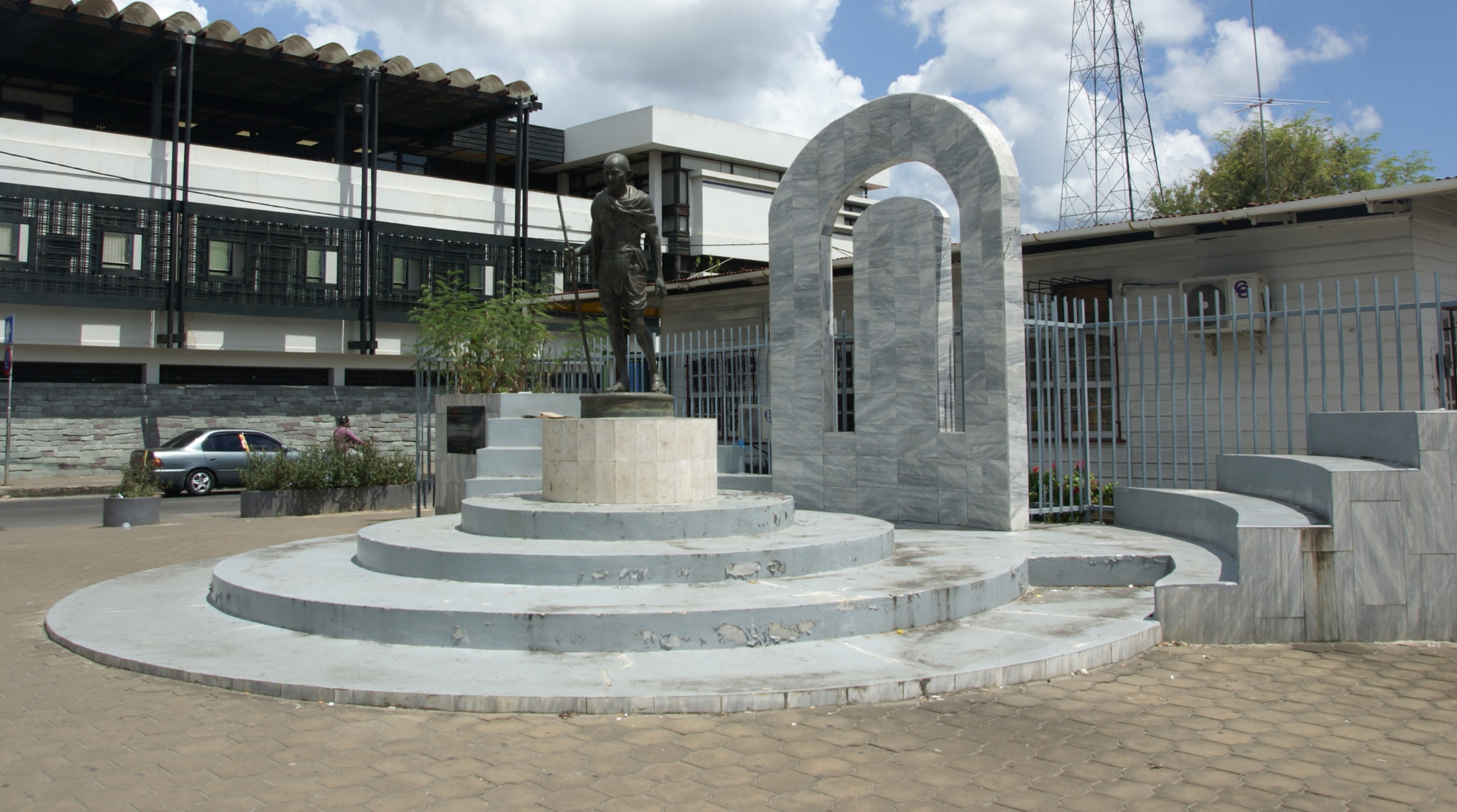
Het standbeeld van Mahatma Gandhi aan de Knuffelsgracht.

Het Standbeeld van Mahatma Gandhi staat aan de Knuffelsgracht nabij de Heiligenweg in Paramaribo, Suriname.
Mahatma Gandhi werd in Suriname beroemd door zijn pleidooien om de contractarbeid af te schaffen.
Het bronzen beeld werd in 1960 onthuld. Bij de jaarlijkse feesten van de Hindoestanen worden bloemenkransen om het beeld gehangen.
Gandhi wordt lopend afgebeeld met een wandelstok in zijn rechterhand. Waarschijnlijk is dit een verwijzing naar de zoutmars.
Op een bijbehorende plaquette staat de tekst:
I have nothing new to teach the world.
Truth and non-violence are as old as the hills.

Ik heb de wereld niets nieuws te onderwijzen.
Waarheid en geweldloosheid zijn
even oud als de heuvels.
( M.K. Gandhi )
De bril van Gandhi werd rond 2014 twee maal gestolen en kwam toen niet meer terug. In 2023 werd de wandelstok vernield. Het beeld kent inmiddels een bril en stok die gemaakt zijn door de kunstenaar George Ramjiawansingh die tijdens evenementen door het beeld worden gedragen en erna weer worden opgeborgen. In 2025 zaagde een junkie twee armen en de wandelstok van het beeld en nam ze in de vlucht mee.